# أسماك الفريخ
أسماك الفريخ أو أسماك الزجاج الآسيوي (الاسم العلمي: Ambassidae)، فصيلة أسماك من شعاعيات الزعانف، تعيش في المياه العذبة والبحار. أعطانها آسيا وأوقيانوسيا والمحيط الهندي وغرب المحيط الهادئ. تضم الفصيلة ثمانية أجناس وحوالي 51 نوعًا.